# 董觀瀛
董觀瀛（？—？），山東省兗州府鄒縣人，清朝政治人物、同進士出身。
光緒二十一年（1895年），参加光緒乙未科殿試，登進士三甲43名。同年五月，著交吏部掣签分发各省，以知县即用。